# Ammannia alternifolia
Ammannia alternifolia är en fackelblomsväxtart som beskrevs av Joseph Marie Henry Alfred Perrier de la Bâthie. Ammannia alternifolia ingår i släktet Ammannia och familjen fackelblomsväxter. Inga underarter finns listade i Catalogue of Life.